# Vipera renardi
Vipera renardi är en huggorm i släktet Vipera som förekommer i östra Europa och Centralasien. Artepitet hedrar Karl Renard som var president för Rysslands zoologiska sällskap.
Exemplaren blir upp till 71 cm långa. Individerna har liksom andra huggormar ett giftigt bett.
Utbredningsområdet sträcker sig från centrala Ukraina och norra Kaukasus till östra Kazakstan, Kirgizistan och nordöstra Iran. Arten lever i låglandet och i bergstrakter upp till 2500 meter över havet. Habitatet varierar mellan klippiga landskap, gräsmarker, buskskogar, skogarnas kanter och trädodlingar. I torra regioner hittas ormen ofta nära vattenansamlingar. Vipera renardi undviker jordbruksmark.
Honor lägger inga ägg utan föder 4 till 24 levande ungar. Mellan parningen och ungarnas födelse i juli till september ligger ungefär tre månader. Könsmognaden infaller efter två eller tre år och några exemplar lever 11 år. Mellan oktober och mars stannar individerna i gömstället. Ungdjur har insekter, spindeldjur och små ödlor som föda. Vuxna exemplar jagar gnagare och ungar av fåglar som har boet på marken.
Beståndet hotas av intensivt bruk av åkrar och betesmarker. Några exemplar fångas och hölls som terrariedjur. IUCN listar arten som nära hotad (NT).